# Gœgnies-Chaussée
Gœgnies-Chaussée is een gedeeld dorp in de Belgische provincie Henegouwen, en een deelgemeente van de Waalse stad Quévy. Het landelijk dorpje ligt langs de oude Romeinse weg van Bavay naar Tongeren. Gœgnies-Chaussée ligt langs de noordkant van deze weg. De huizen aan andere zijde van deze weg vormen het Franse Gognies-Chaussée. Gœgnies-Chaussée was een zelfstandige gemeente tot aan de gemeentelijke herindeling van 1977.

## Demografische ontwikkeling
- Bronnen:NIS, Opm:1831 tot en met 1970=volkstellingen